# Amina Derbaki Sbaï
Amina Derbaki Sbaï, née le 3 juillet 1962 à Casablanca (Maroc), est une femme politique belge bruxelloise, membre des Fédéralistes démocrates francophones (FDF) (ex-Front démocratique des francophones) sauf de 2004 à 2009, période pendant laquelle elle a été membre du Parti socialiste.
Elle est diplômée des arts de la parole (Conservatoire Royal de Bruxelles).
Elle est également diplômée de la Chambre de Commerce (comptable).

## Carrière politique
- De 1999 à 2009: Députée au Parlement de la Région de Bruxelles-Capitale et membre du Parlement de la Communauté française.
- De 2000 à 2006: Conseillère communale à la ville de Bruxelles.
- De 2001 à 2004: Vice-présidente du Réseau des Femmes à l’Assemblée parlementaire de la Francophonie (APF).
- De 2003 à 2007: Sénatrice de Communauté.
- De 2004 à 2008: Rapporteur de la Commission Politique au sein de l’Assemblée parlementaire de la Francophonie (APF).
- De 2005 à 2007: Présidente du groupe interparlementaire Belgique Syrie.

## Honneur
- Chevalier de l'Ordre de Léopold en juin 2007